# Ivan Sergei
Ivan Sergei, all'anagrafe Ivan Sergei Gaudio (Hawthorne, 7 maggio 1971), è un attore statunitense.
Di origini italiane e olandesi, ha frequentato la Hawthorne High School e si è diplomato nel 1989.  Ha sposato Tanya nel 2003. La coppia divorzia nel 2009.

## Filmografia parziale

### Cinema
- Ghoul School, regia di Timothy O'Rawe (1990)
- Gunfighter's Moon, regia di Larry Ferguson (1995)
- Pensieri pericolosi (Dangerous Minds) , regia di John N. Smith (1995)
- The Opposite of Sex - L'esatto contrario del sesso (The Opposite of Sex), regia di Don Roos (1998)
- Airtime - cortometraggio (1998)
- The Big Day, regia di Ian McCrudden (1999)
- Playing Mona Lisa, regia di Matthew Huffman (2000)
- BancoPaz, regia di Gavin Grazer (2003)
- Ti odio, ti lascio, ti... (The Break-Up), regia di Peyton Reed (2006)
- L'ultima speranza (Final Sale), regia di Andrew C. Erin (2011)
- Una bugia per amore (Jewtopia), regia di Bryan Fogel (2012)
- Non puoi nasconderti per sempre (Hidden away), regia di P. Sullivan (2013)
- Il fidanzato di mia sorella (How to Make Love Like an Englishman), regia di Tom Vaughan (2014)

### Televisione
- Il tocco di un angelo (Touched by an Angel) – serie TV, 1 episodio (1994)
- Il ritorno della donna bionica (Bionic Ever After?), regia di Alan J. Levi – film TV (1994)
- Cybill – serie TV, 1 episodio (1995)
- Nessuno sapeva (If Someone Had Known), regia di Eric Laneuville – film TV (1995)
- Cinque in famiglia (Party of Five) – serie TV, 1 episodio (1996)
- Star Command – film TV (1996)
- Kindred: The Embraced – serie TV, 1 episodio (1996)
- The Rockford Files: Friends and Foul Play – film TV (1996)
- Soluzione estrema (Once a Thief), regia di John Woo – film TV (1996)
- Mother, May I Sleep with Danger? – film TV (1996)
- Once a Thief – serie TV, 23 episodi (1997-1998)
- Jack & Jill – serie TV, 33 episodi (1999-2001)
- Wednesday 9:30 – serie TV, 8 episodi (2002)
- Magnitudo 10.5 (10.5), regia di John Lafia – miniserie TV (2004)
- Crossing Jordan – serie TV, 22 episodi (2003-2004)
- Hawaii – serie TV, 8 episodi (2004)
- Streghe (Charmed) – serie TV, 11 episodi (2005-2006)
- La figlia un po' speciale di Babbo Natale (Santa Baby), regia di Ron Underwood – film TV (2006)
- Drive – serie TV (2006)
- Figlia a sorpresa – film TV (2007)
- Jack Hunter, regia di Terry Cunningham – miniserie TV (2008-2009)
- Sul filo del pericolo – film TV (2010)
- Domeniche da Tiffany (Sundays at Tiffany's), regia di Mark Piznarski – film TV (2010)
- The Mentalist – serie TV, 2 episodi (2012)
- Body of Proof – serie TV, 1 episodio (2013)
- Twisted – serie TV, 8 episodi (2014)
- Castle – serie TV, episodio 7x13 (2015)
- NCIS: New Orleans – serie TV, episodi 2x22-2x23-2x24 (2016)

## Doppiatori italiani
Nelle versioni in italiano delle opere in cui ha recitato, Ivan Sergei è stato doppiato da:
- Alessio Cigliano in The Mentalist, NCIS: New Orleans, Sul filo del pericolo
- Francesco Bulckaen in Body of Proof, Il fidanzato di mia sorella
- Vittorio De Angelis in The Opposite of Sex - L'esatto contrario del sesso
- Loris Loddi in Non puoi nasconderti per sempre
- Francesco Pezzulli in Ti odio, ti lascio, ti...
- Massimo Rossi in CSI - Scena del crimine
- Marco Vivio in Twisted, Castle
- Giorgio Borghetti in Once a thief
- Fabio Boccanera in Soluzione estrema
- Alberto Angrisano in Jack Hunter
- Oreste Baldini in CSI: Miami
- Luca Ferrante in Streghe